# Gautier de Montbéliard
Gautier de Montbéliard, mort en 1212, est un fils d'Amédée II de Montfaucon, comte de Montbéliard, et de Béatrice de Grandson-Joinville. Il est régent du royaume de Chypre de 1205 à 1210 et connétable du royaume de Jérusalem de 1205 à 1212.

## Biographie
Il est présent au tournoi d'Écry quand s’engage dans la quatrième croisade en 1199, mais il la quitte en 1201 pour soutenir son neveu Gautier III de Brienne, qui, marié à Elvire de Lecce, revendique le royaume de Sicile contre les Hohenstaufen. Il ne semble pas avoir accompagné son neveu jusqu’au bout, puisque, Amaury II de Lusignan, roi de Jérusalem et de Chypre le fait connétable du royaume de Jérusalem et le marie à une de ses filles. Le 1er avril 1205, à la mort du roi Amaury, il est choisi comme régent du royaume de Chypre au nom de son beau-frère Hugues Ier.
À la demande d’Aldobrandini, seigneur de Satalie, il organise une expédition contre les Seldjoukides qui menacent la ville de Satalie (1206-1207).
Gautier de Montbéliard se montre un administrateur avisé, ferme et fidèle, mais dur et cupide et qui profite de la régence pour s’enrichir ; il semble qu’il réduisit le train de vie du jeune roi. Avec Jean d’Ibelin, régent du royaume de Jérusalem, il organise le mariage d’Hugues Ier et d’Alix de Champagne-Jérusalem, qui est célébré en 1210. Il hâte également l’émancipation de son pupille.
Hugues Ier, dès le début de son règne, le disgracie, lui confisque ses biens et l’exile. Gautier s’installe alors à Acre, où règne son neveu Jean de Brienne. Il meurt peu après, tué dans une bataille le 20 juin 1212.

## Mariages et enfants
Il épouse avant 1205 Bourgogne de Lusignan, fille d'Amaury II de Lusignan, roi de Chypre, et d'Echive d'Ibelin qui donne naissance à :
- Eudes (mort en 1247) prince de Galilée et de Tibériade par son mariage avec Echive de Saint-Omer, et bailli du royaume de Jérusalem ;
- Echive, mariée d'abord à Gérard de Montaigu (mort en 1229), seigneur de Gergy, puis en 1231 à Balian d'Ibelin (mort en 1247), seigneur de Beyrouth.